# Kvarnerić

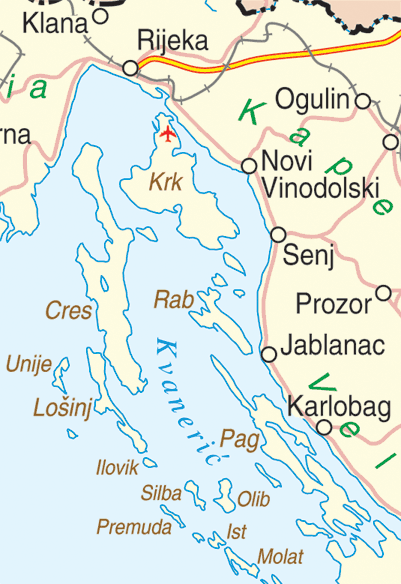
Mapa Kvarnerského zálivu a Kvarneriće

Kvarnerić (italsky Quarnerolo) nebo též Mali Kvarner je záliv v Jaderském moři. Je největší ze tří částí Kvarnerského zálivu. Nachází se na území Chorvatska, konkrétně Licko-senjské, Přímořsko-gorskokotarské a Zadarské župy.
Severně je záliv ohraničen ostrovy Krk a Cres, východně ostrovy Prvić, Sveti Grgur, Rab a Pag, jižně ostrovy Maun, Olib a Silba a západně ostrovy Lošinj a Cres. Nachází se v něm několik menších ostrovů, jako jsou Plavnik, Kormati, Galun, Mali Plavnik, Maman, Sridnjak, Šailovac, Veli Laganj, Veli Dolfin, Trstenik, Oruda, Škrda, Morovnik, Vele Orjule a Male Orjule. Od Rijeckého zálivu je oddělen průlivem Srednja vala, od Kvarnerského zálivu průlivem u vesnice Osor a od Virského moře průlivem mezi ostrovy Maun a Olib.
Název Kvarnerić je odvozen od názvu Kvarnerského zálivu a znamená malý Kvarner. Kvarnerić se vyznačuje na rozdíl od sousedního Rijeckého zálivu více mořským obdobím, tedy je zde vyšší teplota v zimě a nižší v létě. V zimě jsou v oblasti Kvarneriće časté silné větry, jako je bóra a jugo, v létě je v oblasti slabý mistrál.